# Dreaming No. 11
Pour les articles homonymes, voir Dreaming.
Albums de Joe Satriani
Surfing with the Alien
(1987) Flying in a Blue Dream
(1989)
Dreaming #11 est un EP de Joe Satriani sorti en 1988 composé de 4 chansons dont une en studio et 3 enregistrements live.
Les pistes live ont été enregistrées le 11 juin 1988 au California Theater à San Diego.
Cet EP est certifié disque d'or aux États-Unis.

## Titres
Tous les titres sont signés par Joe Satriani
1. The Crush of Love - 4:20
2. Ice Nine (live) - 3:58
3. Memories (live) - 8:46
4. Hordes of Locusts (live) - 5:08

## Musiciens

### Studio
- Joe Satriani - guitare, claviers
- Jeff Campitelli - batterie
- Bongo Bob Smith - percussions

### Live
- Joe Satriani - guitare
- Stuart Hamm - guitare basse
- Jonathan Mover - batterie

## Certifications
| Pays       | Ventes    | Certification | Date       |
| ---------- | --------- | ------------- | ---------- |
| États-Unis | 500 000 + | Or            | 15/08/1991 |